# ŽS 441 sorozat
A ŽS 441 sorozat egy szerb villamosmozdony-sorozat, melyet a svéd ASEA gyártott 1967-ben. A mozdonyok 25 kV 50 Hz váltakozó áramúak, teljesítményük 3860 kW.
A jugoszláv JŽ 441 sorozat Horvátországban HŽ 1141 néven fut.

## Képek

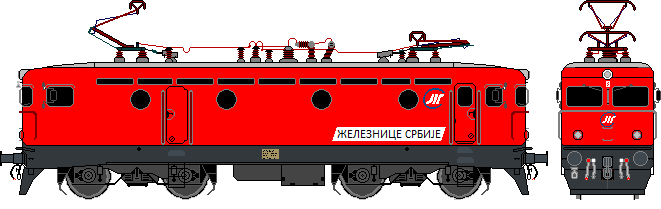
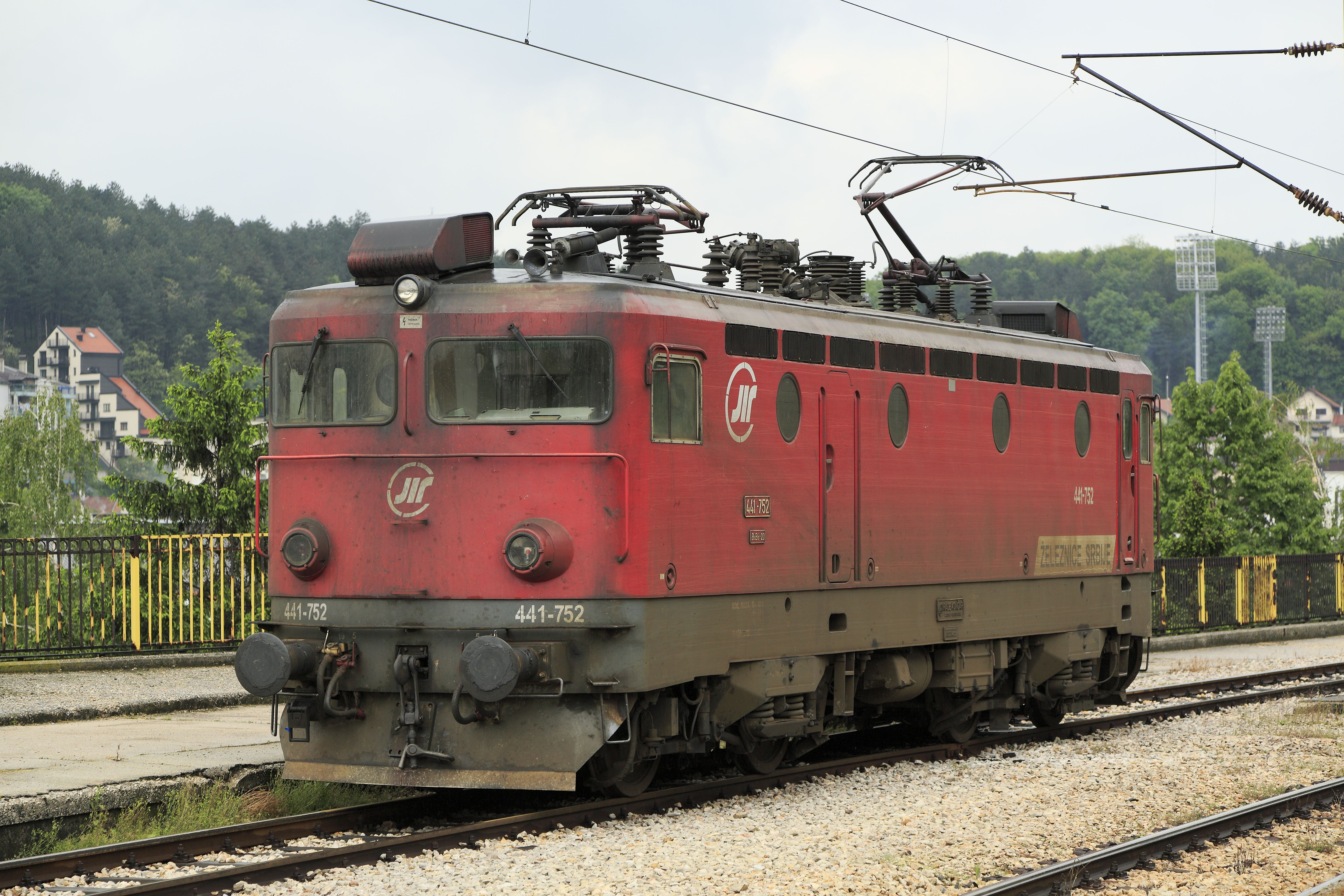